# Nyréns Arkitektkontor

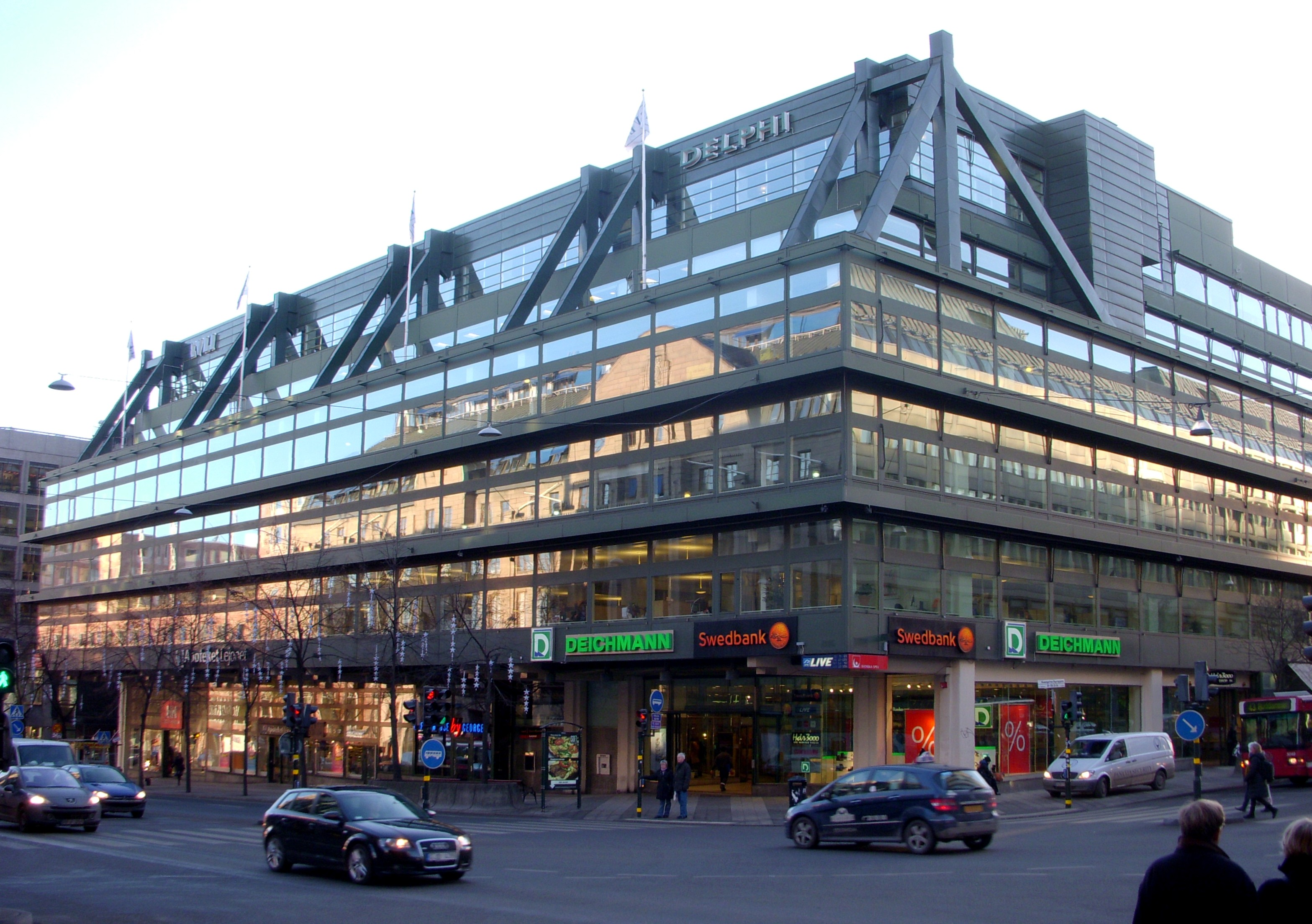
Sparbankshuset (1973–1975) i Stockholm, ritat av Carl Nyrén.

Nyréns Arkitektkontor är en svensk arkitektfirma med kontor i Stockholm. Kontoret grundades 1948 av Carl Nyrén. Företaget är sedan 1983 personalägt och har utvecklats från ett 20-tal medarbetare vid starten till drygt 80 medarbetare 2019. 
Ursprungligen anställde företaget arkitekter, inredningsarkitekter och byggnadsingenjörer och dess verksamhetsområde bestod till största delen av byggnader för såväl privat som offentlig sektor.
Med tiden utökades verksamheten med landskapsarkitekter, byggnadsantikvarier och planarkitekter och sedan dess arbetar Nyréns med såväl bostadsplanering som stads- och översiktsplanering och kulturhistoriskt värdefulla byggnader och miljöer.